# Nowy Łupków (przystanek kolejowy)
Nowy Łupków – przystanek kolejowy w Nowym Łupkowie, w województwie podkarpackim, w Polsce, na linii Zagórz – Łupków. Znajduje się tu jeden peron.  
11 listopada 2015 na teren stacji przetransportowano trzy wagony (salonka i dwa wagony sypialne) z 1974 z dawnego składu rządowego Edwarda Gierka, zakupione w 2015 roku przez Fundację Promocji i Rozwoju Bieszczad w celu stworzenia Bieszczadzkiego Muzeum Kolejnictwa, którego ostatecznie nie powołano.
Zachowany w oryginalnym stanie pociąg używany był do początku XXI wieku. Korzystali z nich m.in. Edward Gierek, Lech Wałęsa i Aleksander Kwaśniewski.
Ze stacją skomunikowana jest końcowa stacja Bieszczadzkiej Kolejki Leśnej, prowadzącej przez Smolnik, Majdan, Cisną do Wetliny (od lat 90. XX wieku stacja nieczynna).

## Linki zewnętrzne

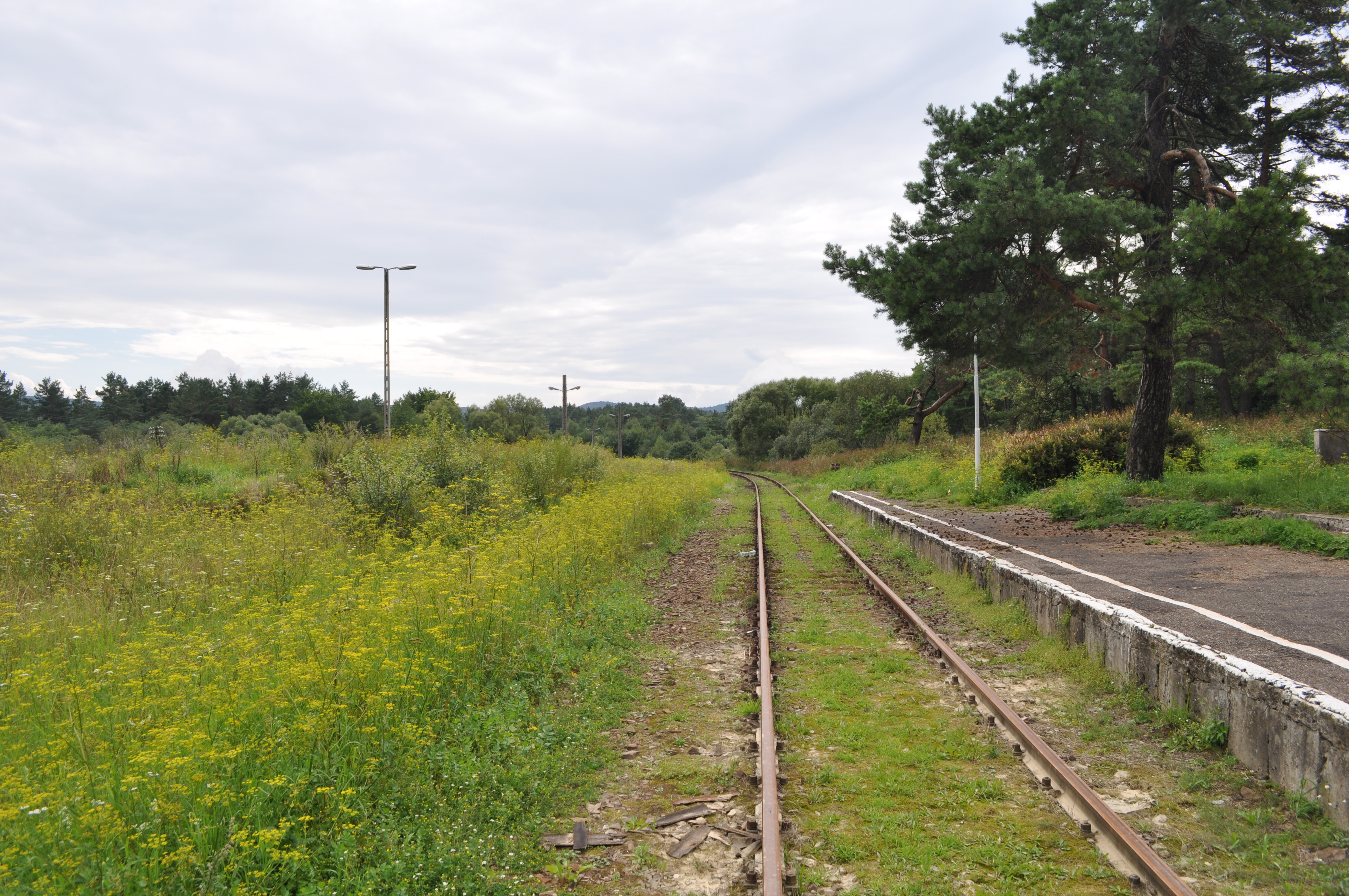
Tory w kierunku Łupkowa
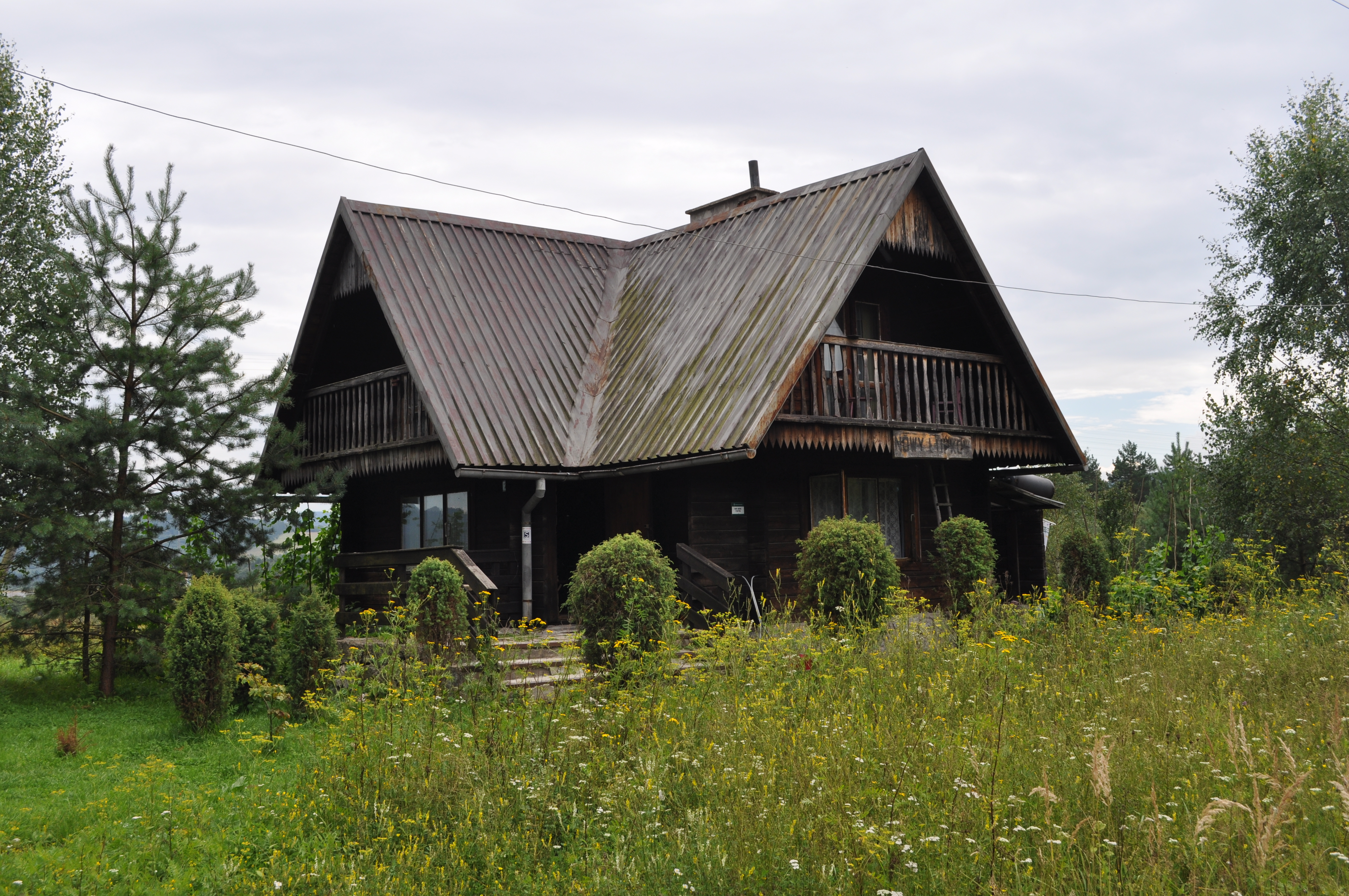
Stacja Bieszczadzkiej Kolejki Leśnej (nieczynna)

## Ruch pasażerski
| Rok  | Wymiana pasażerska na dobę |
| ---- | -------------------------- |
| 2017 | 0-9                        |
| 2022 | 0-9                        |

## Połączenia
- Łupków
- Zagórz